# 新闻调查
《新闻调查》是中国中央电视台一档深度调查类节目，于1996年5月17日在中国中央电视台新闻·综合频道（今综合频道）开播，该节目以记者实地调查为主要叙述形式，从社会现象入手进行主题化探讨。现时每周六晚上21:30于中国中央电视台新闻频道播出，每周播出一期。

## 外部参考
- 《新闻调查》官方网站 （页面存档备份，存于）